# Alonso Fernández de Lugo
Ne doit pas être confondu avec Luis Alonso de Lugo.
Alonso Fernandez de Lugo  (circa 1450-1525) était un conquistador andalou qui joua un rôle très important dans le processus d'hispanisation des îles Canaries à la fin du XVe siècle.
Il participa à la conquête de l’île de Grande Canarie (1478-1484) et dirigea celles de l’île de La Palma (1492-1493) et l’île de Tenerife (1494-1495). Pour le récompenser, les Rois catholiques le nommèrent gouverneur de ces deux dernières. En 1501, il fut nommé Adelantado des îles Canaries et capitaine général de la côte de Berbérie.

## Biographie
Alonso Fernandez de Lugo naquit à Sanlucar de Barrameda au milieu du XVe siècle au sein d'une famille d'hidalgos d'origine galicienne émigrée en Andalousie au début du siècle.

Nous savons très peu de choses des premières années d'existence d'Alonso avant qu’il s’enrôle en mai 1478 dans l’armée rassemblée par l’évêque du diocèse de Rubicon, Juan de Frias, le curé Juan Bermudez ainsi que le capitaine Juan Rejon afin d’aller soumettre les Guanches de l’île de Grande Canarie et permettre ainsi sa colonisation.

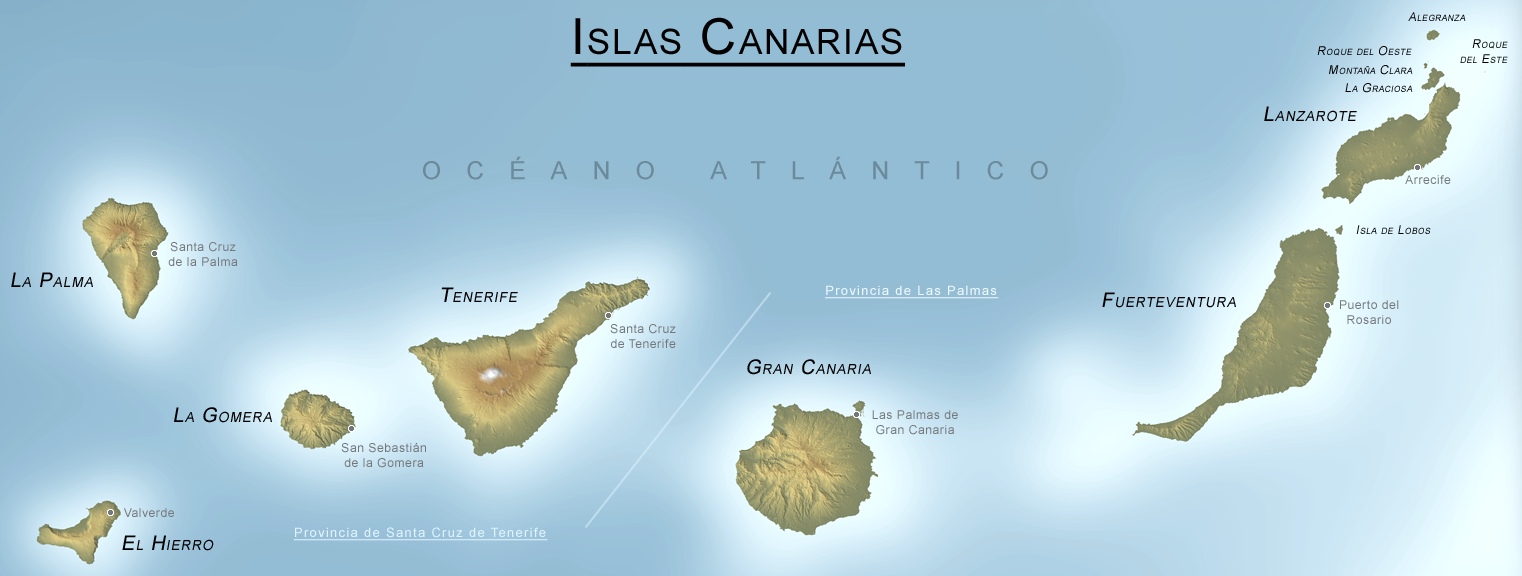
Îles Canaries

### Participation à la conquête de Grande Canarie
Peu après son arrivée dans l’île, Alonso participa à la bataille de Guiniguada contre les aborigènes. En 1479, les antagonismes entre Rejon et Bermudez freinèrent les opérations militaires. Pour remédier à cette situation, la Couronne nomma Pedro de Algaba gouverneur de l’île. Comme de Lugo était le beau-frère d’Algaba, il l’appuya dans le conflit qui l’opposa à Rejon. Il prit part à son emprisonnement et à son renvoi dans la Péninsule. Cependant, Rejon réussit à obtenir l’appui d’Isabelle de Castille et il revint dans l’île pour emprisonner Algaba et ses partisans. Algaba fut exécuté et Lugo, qui tenta de défendre son beau-frère, fut envoyé en exil dans l’île d’El Hierro.
En 1480, un nouveau gouverneur, Pedro de Vera fut nommé et Rejon fut à nouveau retourné en Espagne. Alonso Fernandez revint participer à l’entreprise de conquête. En 1481, Vera décida d’ouvrir un nouveau front et envoya de Lugo édifier une tour à Agaeta au nord-ouest de l’île, au cœur du royaume guanche de Galdar. En 1482, grâce à des renforts amenés par Hernan Peraza, seigneur de l’île de Gomara, de Lugo captura Tenesor Semidan le chef (guanarteme) de Galdar, un événement qui conduisit à la fin de la guerre en 1483. Des escarmouches continuèrent cependant à se dérouler dans les montagnes jusqu’en 1485.
Pedro de Vera récompensa Lugo en lui octroyant les terres entourant Agaete. Alonso y fit venir sa famille et y exploita une plantation de canne à sucre jusqu’en 1491.

### Conquête de l’île de La Palma
Endeuillé par la mort de son épouse, Alonso Fernandez de Lugo se sentit à nouveau attiré par la vocation de conquistador. En 1491, il se rendit en Andalousie rencontrer les Rois Catholiques qui s’apprêtaient à s’emparer de Grenade afin de les convaincre de lui accorder le droit de conquérir l’île de La Palma. Il dut cependant patienter un an avant d’obtenir ce qu’il voulait, tout comme un certain Christophe Colomb qui au même moment tentait lui aussi de gagner l’attention des monarques.
Une entente fut signée en juin 1492. Les souverains lui concédaient la licence de conquérir l’île à la condition de le faire en moins d’un an et d’en assumer tous les coûts. Ils lui promettaient cependant d’assurer le transport et le ravitaillement de son armée et lui accordaient les droits du quinto royal sur les captifs (vendus comme esclaves) et leurs troupeaux. Selon cet accord, Alonso obtiendrait le titre de gouverneur s’il accomplissait sa mission dans le délai. Pour financer ses dépenses, il s’associa avec deux banquiers italiens établis à Séville : le Florentin Juanoto Berardi et le Génois Francisco Tiberol. Ces deux hommes, ainsi que plusieurs autres de leurs compatriotes, contribuèrent également au financement des voyages colombiens, de sorte que l’on peut dire que la conquête des Canaries et la découverte de l’Amérique peuvent être vues, d’une certaine façon, comme le résultat du travail du même groupe d’hommes. La conquête des Canaries fut un préalable essentiel à la colonisation du Nouveau-Monde.  
L’armée de Alonso Fernandez de Lugo composée de neuf cents hommes débarqua à Tazacorte le 29 septembre 1492. Pour en arriver à ses fins, le conquistador comptait sur l’appui de deux des douze bandes guanches de l’île. Les Guanches étaient divisés en bandes (ou royaumes) que l’on qualifiait de paix ou de guerres selon qu’elles appuyaient ou non les envahisseurs. À l’exception de la bande de Acero dirigée par Tanausu, la résistance fut assez faible. Le 3 mai 1493 de Lugo put capturer Tanansu grâce à la trahison de l’un de ses parents convertis au christianisme. Celui-ci l’avait convaincu de venir rencontrer Lugo afin de discuter de sa reddition en lui promettant des cadeaux et un bon traitement. Mal lui en prit, car les hommes de Alonso Fernandez massacrèrent son escorte et le firent prisonnier. Tanansu se laissa mourir de faim et décéda au cours de son transport vers Séville où il devait être vendu comme esclave. C’était le sort que les vainqueurs réservaient aux Guanches qui leur résistaient et même parfois à ceux qui les appuyaient.

### Les préparatifs de la conquête de Tenerife
Une fois incorporée l’île de La Palma à la Couronne de Castille, Lugo se rendit en décembre 1493 devant la Cour pour obtenir une entente au sujet de la conquête de l’île de Tenerife. Cette fois, les souverains ne renoncèrent pas à leurs droits sur le quinto royal, prévoyant que les bénéfices de l’entreprise seraient tellement grands que Lugo n’aurait aucune peine à rembourser ses frais et qu’il n’avait donc pas besoin de leur aide financière. De plus, ils ne lui accordaient que dix mois pour réaliser son projet au lieu des douze mois qu’il avait eu pour conquérir l’île de La Palma. Mais comme Lugo devait quand même avancer de grosses sommes pour préparer son expédition, il dut vendre toutes ses propriétés ainsi que celles de ses parents et, en plus de s’associer à nouveau avec Berardi et Riberol, il dut s’endetter envers d’autres banquiers.
Pendant son séjour à la Cour, Fernandez de Lugo dénonça les agissements d’armateurs andalous qui avaient capturé des membres d’une bande de paix sur l’île de Tenerife afin de les réduire en esclavage, ce qui mettait en péril sa stratégie de conquête qui consistait à s’allier avec les bandes de paix contre les bandes de guerres. La Couronne l’appuya et ordonna le retour des captifs dans l’île. Lugo profita également de l’occasion pour se défendre d’accusations portées contre lui selon lesquelles il avait réduit en esclavage des Guanches de paix de La Palma après la conquête de l’île, prétextant qu’ils avaient été déloyaux envers lui. Une manœuvre qui lui permettait d’augmenter ses profits.

### La première tentative de conquête de l’île de Tenerife(La matanza de Acentejo)
Les Guanches de l’île de Tenerife étaient divisées en neuf « royaumes » ou bandes, dont quatre de paix (Anaga, Güimar, Abona et Adejé) et cinq de guerres (Tegueste, Tacoronte, Taoro, Icod, Daute).

La flotte d’une trentaine de navires commandée par Alonso Fernandez de Lugo effectua un premier arrêt dans le royaume de Taoro. Ils y capturèrent 140 Guanches, qui furent immédiatement envoyés dans la Péninsule pour y être vendus comme esclaves, ainsi que des milliers de têtes de bétail dont une partie était destinée à nourrir l’expédition.  
L’armée composée composée de cent cinquante cavaliers et mille cinq cents fantassins se rendit ensuite au nord-est de l’île pour débarquer dans le port de Santa Cruz situé dans le royaume de Anaga, tout près du royaume de Güimar, réputé pour être le plus favorable aux envahisseurs. Lugo y fit construire un campement fortifié dont il voulait se servir comme base d’opérations. Comme il emmenait avec lui les Guanches que les Rois catholiques venaient de libérer des mains des marchands andalous et qu’ils étaient originaires du royaume de Anaga, cela renforça ses liens avec cette bande dont les guerriers se joignirent à son armée pour combattre leurs congénères des bandes de guerres.
Tout en laissant une partie de ses troupes dans le camp fortifié de Santa Cruz, Alonso de Lugo se dirigea à la fin du mois de mai 1494 vers le royaume de Taoro afin de rencontrer Benitomo, le chef de la coalition des bandes de guerres. Au cours de cette rencontre, il exigea sa soumission à la Couronne espagnole et sa conversion au christianisme. Benitomo refusa, évoquant le fait qu’il n’avait jamais été le sujet de personne et qu’il ne savait rien de cette religion. Les deux hommes se séparèrent donc en total désaccord et chacun retourna à son armée pour se préparer au combat.
Grâce à une habile stratégie d’escarmouches sur les flancs de la colonne ennemie, les Guanches les conduisirent jusqu’au ravin de Acentejo où ceux-ci, trop confiants de leur supériorité militaire, s’enfoncèrent. Sur ce terrain, les cavaliers ne pouvaient se déployer en escadrons limitant ainsi leurs capacités de combat. Armés de pierres et de massues de bois, les Guanches massacrèrent des centaines de Castillans. Alonso Fernandez de Lugo lui-même, la mâchoire fracassée par une pierre, tomba de son cheval et, encerclé, n’eut la vie sauve que grâce à l’intervention de son neveu, Petro Benitez de Lugo, el Tuerto. Les survivants complètement humiliés s’enfuirent en toute hâte vers Santa Cruz. Le lieu de cette bataille est encore aujourd’hui appelé La Matanza de Acentejo. Quatre-vingts pour cent des envahisseurs avaient été annihilés. Le campement de Santa Cruz fut abandonné et ce qui restait de l’expédition se retira sur l’île de Grande Canarie dès le début de juin 1494.

### Préparatifs pour une deuxième tentative de conquête de l’île de Tenerife
À peine avait-il mis les pieds sur l’île de Grande Canarie, que Lugo commença à préparer sa deuxième expédition. Jugeant que l’inexpérience militaire des hommes qui composaient sa première expédition avait causé sa défaite, il sollicita la collaboration du duc de Medina Sidonia en échange de certains bénéfices de la conquête. Ce dernier avait en effet la possibilité de recruter des milices seigneuriales andalouses composées de vétérans de la conquête de Grenade récemment terminée. Il demanda également l’appui financier et militaire de Inés Peraza, seigneur des îles canariennes de Fuerteventura et Lanzarote, ainsi que celle de Béatrice de Bobadilla, seigneur des îles de La Gomera et El Hierro, et future épouse. De plus, Lugo renouvela les ententes conclues précédemment avec ses créanciers italiens. Il fallut également qu’il se rende à la Cour à Madrid pour obtenir un prolongement du délai qu’on lui avait accordé pour conquérir l’île.  

### La conquête de l’île de Tenerife
La deuxième campagne de la conquête de Tenerife se déroula en deux étapes. En attendant l’arrivée des troupes du duc de Medina, Lugo effectua un premier débarquement en janvier 1495 d’un contingent composé des survivants de la première tentative de conquête auxquels se joignirent des hommes recrutés dans les autres îles l’archipel, incluant des Guanches christianisés. Deux têtes de pont furent établies : une à Santa Cruz, où les fortifications du campement abandonnées précédemment furent reconstruites, et une autre à Gracia, plus à l’intérieur des terres, où un fort fut érigé. Les traités d’amitié avec les bandes de paix furent également renouvelés.
Le corps expéditionnaire du duc de Medina composé de mille fantassins et cinquante cavaliers arriva à Tenerife en novembre 1495 et se joignit aux cinq cents fantassins et cinquante cavaliers déjà sur place. Ils se mirent en marche vers le 11 novembre en direction de la tour de Gracia, non loin des plaines entourant l’actuelle ville de La Laguna, où ils établirent un campement.
Bien que de terribles épidémies décimèrent les bandes guanches après leur victoire de la Matanza de Acentejo, ils réussirent tout de même à réunir une armée plusieurs milliers de guerriers sous les ordres de leur chef suprême, Benitomo, qui avait prévu détruire l’armée des envahisseurs dans les plaines situées non loin de La Laguna. Ce qui est considéré comme une grande erreur stratégique de sa part. L’affrontement, qui eut lieu le 14 novembre, est connu sous le nom de la seconde bataille de Acentejo, car il se déroula à proximité du ravin où l’armée de la première tentative d’invasion se fit massacrer. Cette fois, les cavaliers espagnols purent manœuvrer à leur aise, ce qui n’empêcha pas que l’issue de la bataille restât indéterminée jusqu’à ce que les troupes laissées en arrière-garde à Santa Cruz, inquiètes du résultat de la bataille, vinrent au secours de l’armée de Fernandez de Lugo et scellèrent sa victoire.
Malgré leurs lourdes pertes et la mort de Benitomo, les Guanches des bandes de guerres résistèrent encore pendant plusieurs mois aux raids des vainqueurs qui cherchaient à s’emparer de tous les hommes, femmes et enfants des bandes de guerres afin de tirer profit de leur vente sur les marchés d’esclaves et ainsi arriver à couvrir les frais de leur campagne. Les derniers chefs se rendirent en mai 1496. D’autres se suicidèrent en se jetant du haut de falaises. Comme plusieurs membres des bandes de guerres trouvèrent refuge chez des parents ou amis des bandes de paix, Lugo prit cela comme prétexte pour réduire également en esclavage ceux qui avaient offert l’hospitalité aux fugitifs.
La mortalité était tellement grande que l’île en resta dépeuplée, bien que quinze mille personnes y vivaient antérieurement. Les Espagnols pouvaient dorénavant s’y déplacer en toute sécurité.
Un scénario qui est vu comme un prélude à ce qui allait se passer les décennies suivantes dans les territoires du Nouveau-Monde.
Lugo reçut le titre de gouverneur le 28 mars 1496 et put ensuite procéder à une distribution des terres entre ses soldats et ses créanciers, s’en attribuant pour lui-même une grande quantité parmi les meilleures.

### Adelantado des île Canaries et capitaine général de la côte de Berbérie
En 1501, Alonso Fernandez de Lugo fut honoré du titre d’Adelantado des îles Canaries et capitaine général de la côte Berbère, du cap Ghir (Cabo de Aguer) au cap Boujdour (cabo de Bojador). Selon les chroniqueurs de l'époque, il y débarqua en juillet 1501 et érigea une forteresse. Un affrontement eut lieu avec les Maures, mais il est difficile de savoir exactement ce qui s’est passé par la suite tellement il y a des contradictions entre les divers récits. Un des fils de Alonso y aurait été tué, mais selon un chercheur il existe une preuve que celui-ci était encore vivant en 1506.

### Vie personnelle
Vers 1475, Alonso Fernandez de Lugo se maria avec sa première épouse, Violante de Valdés y de Gallinato ( D'autres auteurs la nomment Luisa, Leonor, Catalina ou Beatriz de Fonseca. Cependant, Rumeu de Armas se réfère à des documents qui l'identifie plutôt comme Violante). Ils eurent trois enfants : Pedro, Fernando et Beatriz. Violante décéda en 1490.
En 1498, Lugo se maria avec Beatrice de Bobadilla, la veuve de Hernan Peraza el Joven, le seigneur de l’île de Gomera assassiné en 1488 par ses vassaux guanches. Beatriz mourut en 1504, sans laisser d’enfant à Alonso. Par contre, la fille qu’elle avait eue avec Peraza, Inés de Herrera y Ayala, se maria en 1498 avec le fils d’Alonso, Pedro Fernandez de Lugo, futur héritier des titres de gouverneur des îles de La Palma (1523-1536) et de Tenerife (1525-1536).
Finalement, Alonso se maria pour la troisième fois en 1514 avec Juana de Massiére, avec laquelle il eut deux filles : Luisa et Constanza.
En 1523, il céda son titre de gouverneur de l'île de La Palma à son fils Pedro Fernandez de Lugo, puis, en 1525, celui de gouverneur de l'île de Tenerife et d'Adelantado des Canaries.
Alonso de Lugo mourut le 20 mai 1525 dans sa maison de San Cristobal de La Laguna.

### Personnalité
Bien que jouissant du statut de conquérant des îles de La Palma et Tenerife, et de fondateur de San Cristobal de La Laguna, une des plus importantes villes de l’archipel des Canaries, la personnalité de Alonso Fernandez de Lugo est fortement critiquée par l’historiographie moderne. Si sa rapacité, sa rudesse et sa cruauté peuvent être liées aux us et coutumes de son époque, ses procédés déloyaux envers les Guanches des bandes de paix lui valent toutefois une complète réprobation. « sa conduite démontre un total manque de scrupules avec une telle constance qu’on arrive à la conviction qu’il n’avait aucune conscience de ses transgressions morales,»  

### Note
Cet article est en partie inspiré de l'article en espagnol. Des informations et précisions y ont cependant été ajoutées.